# لی سون-بوک
لی سون-بوک (انگلیسی: Lee Soon-bok؛ زادهٔ ۲۶ مارس ۱۹۵۰) بازیکن والیبال اهل کره جنوبی است.